# خدنگ کوتوله
خدنگ کوتوله (نام علمی: Helogale parvula) نام یک گونه از سرده کوتوله‌خدنگ است.